# 宮川哲夫 (保健学者)
宮川 哲夫（みやがわ てつお）は、日本の理学療法士、保健学者（呼吸ケア・呼吸リハビリテーション・呼吸理学療法）。学位は博士（医学）（昭和大学・1998年）。高知リハビリテーション専門職大学学長（第2代）・リハビリテーション学部教授。
芦北学園で勤務したのち、緑成会病院理学療法士、聖マリアンナ医科大学病院リハビリテーション部理学療法士、昭和大学医療短期大学理学療法学科助教授、昭和大学保健医療学部助教授、昭和大学大学院保健医療学研究科教授、高知リハビリテーション専門職大学副学長などを歴任した。

## 概要
呼吸ケア、呼吸リハビリテーション、呼吸理学療法を専攻する保健学者である。さまざまな疾患に対する気道クリアランス法の研究などを通じ、あらゆる分野における包括的な呼吸ケア・リハビリテーションの確立を目指していた。排痰手技の研究に基づき独自のSqueezingを開発し、従来の排痰手技であるPercussionやVibrationに比べ効果が高いことを立証した。また、喘息に対する効果的な気道クリアランス法として胸郭外胸部圧迫法の有用性を訴え、全国の救急隊への普及啓蒙に努めるなど、日本の喘息患者の救命率向上に尽力した。芦北学園、緑成会病院、聖マリアンナ医科大学病院で勤務したのち、昭和大学などで教鞭を執った。高知リハビリテーション専門職大学では副学長を経て学長に就任した。

## 来歴

### 生い立ち
高知リハビリテーション学院に進学し、理学療法学科にて学んだ。1980年（昭和55年）3月、高知リハビリテーション学院を卒業した。
その後、芦北学園に採用され、1981年（昭和56年）4月から1984年（昭和59年）3月まで勤務した。その後、緑成会病院に理学療法士として採用され、1984年（昭和59年）4月から1988年（昭和63年）3月まで勤務した。なお、1986年（昭和61年）4月から2003年（平成15年）12月まで国際協力事業団の国際緊急援助隊の隊員でもあった。さらに、聖マリアンナ医科大学に転じ、附置された病院の理学療法士となり、1989年（平成元年）11月から1994年（平成6年）3月まで勤務した。なお、それと並行してハワイ大学に進学し、呼吸療法学科にて学んだ。1991年（平成3年）5月、ハワイ大学を卒業した。

### 保健学者として
このころ、学校法人である昭和大学において、医療短期大学を設置する構想が浮上していた。森義明に誘われる形で、1994年（平成6年）4月より医療短期大学開設準備室に勤務することになり、1997年（平成9年）3月まで開学準備にあたった。1997年（平成9年）4月、昭和大学に医療短期大学が新設され、理学療法学科にて助教授として着任した。その間、並行して博士論文を執筆しており、1998年（平成10年）11月に博士（医学）の学位を取得している。
その後、昭和大学に保健医療学部が新設されることになった。そのため、2002年（平成14年）3月まで医療短期大学の助教授であったが、同年4月からは保健医療学部に異動してそちらの助教授となった。保健医療学部においては、主として理学療法学科の講義を担当した。2007年（平成19年）3月まで助教授を務めていたが、同年4月より大学院の保健医療学研究科が本務となり、教授に昇任した。保健医療学研究科においては、主として呼吸ケア領域の講義を担当した。2021年（令和3年）3月、昭和大学を退職した。
2021年（令和3年）4月、高知リハビリテーション専門職大学に採用され、リハビリテーション学部の教授に就任した。リハビリテーション学部においては、主としてリハビリテーション学科で理学療法学専攻の講義を担当した。同時に副学長も兼務した。その傍ら、他の教育・研究機関の役職も兼任していた。2021年（令和3年）4月から古巣である昭和大学にて保健医療学部の客員教授を兼任していた。保健医療学部においては、引き続き理学療法学科の講義を担当していた。2022年（令和4年）3月に副学長を退任し、同年4月より小嶋裕の後任として学長に就任した。なお、引き続き教授としても講義を担当している。

## 研究
専門は保健学であり、特に呼吸ケア、呼吸リハビリテーション、呼吸理学療法、といった分野の研究に従事した。吸気圧の最大値と腹部の隆起力に相関があることを指摘し、腹部隆起力を横隔膜筋力として評価可能であることを見出した。この成果を纏めた論文「呼吸筋力の評価――特に横隔膜筋力について」は高く評価され、1988年（昭和63年）5月に日本理学療法士学会奨励賞を授与された。また、気道クリアランス法について研究する中で、独自のSqueezingを開発した。従来の排痰手技であるPercussionやVibrationに比べ、宮川が開発したSqueezingは痰を移動させる効果が高いことを立証した。この成果を「排痰手技の気管支鏡所見」と題したビデオに纏めたが、これが評価され、1998年（平成10年）5月に日本理学療法士学会会長賞が授与された。さらに、喘息時の気道クリアランス法の研究も評価されている。1993年（平成5年）、喘息重積発作に対する、IPPVとSqueezingを併用した気管支拡張薬投与の有用性を報告した。当時の日本では一年あたり5000名以上が喘息死しており、喘息発作への対処は喫緊の課題であった。このSqueezingと同じ方法である胸郭外胸部圧迫法を千葉県船橋市の救急隊に指導したところ、喘息発作の対処に大きな効果をあげた。これを受け、東京消防庁をはじめとする全国の救急隊に胸郭外胸部圧迫法を指導し、日本の喘息死の低減に力を注いだ。
学術団体としては、日本呼吸ケア・リハビリテーション学会、日本呼吸療法医学会、日本呼吸ケアネットワーク、などに所属していた。1991年（平成3年）、芳賀敏彦、長野準、岡安大仁、川村佐和子らとともに、日本呼吸管理学会の創設メンバーの一人として名を連ねた。この日本呼吸管理学会が、のちに日本呼吸ケア・リハビリテーション学会に発展した。日本呼吸ケア・リハビリテーション学会においては1991年（平成3年）4月から1999年（平成11年）3月まで評議員と幹事を兼任し、1999年（平成11年）4月からは評議員と理事を兼任した。日本呼吸療法医学会においては、2001年（平成13年）9月から代議員を務めている。また、2001年（平成13年）9月には日本呼吸ケアネットワークの理事長に就任した。

## 略歴
- 1980年 - 高知リハビリテーション学院理学療法学科卒業[5]。
- 1981年 - 芦北学園入職[5]。
- 1984年 - 緑成会病院理学療法士[5]。
- 1986年 - 国際協力事業団国際緊急援助隊隊員[5]。
- 1989年 - 聖マリアンナ医科大学病院理学療法士[5]。
- 1991年 - ハワイ大学呼吸療法学科卒業[5]。
- 1994年 - 昭和大学医療短期大学開設準備室勤務[5]。
- 1997年 - 昭和大学医療短期大学理学療法学科助教授[5]。
- 2002年 - 昭和大学保健医療学部助教授[5]。
- 2007年 - 昭和大学大学院保健医療学研究科教授[5]。
- 2021年 - 昭和大学退職[5]。
- 2021年 - 高知リハビリテーション専門職大学リハビリテーション学部教授[5]。
- 2021年 - 高知リハビリテーション専門職大学副学長[5]。
- 2021年 - 昭和大学保健医療学部客員教授[5]。
- 2022年 - 高知リハビリテーション専門職大学学長[5]。

## 賞歴
- 1988年 - 日本理学療法士学会奨励賞[5]。
- 1998年 - 日本理学療法士学会会長賞[5]。
- 2007年 - 上條奨学賞研究部門[5]。
- 2018年 - 上條奨学賞教育部門[5]。

### 註釈
1. ↑  高知リハビリテーション専門職大学の設置に伴い、2019年より高知リハビリテーション学院は学生募集を停止した。
2. ↑  芦北学園は、2010年にくまもと芦北療育医療センターに改組された。

## 関連人物
- 岡安大仁